# バカンピシリン
バカンピシリン(Bacampicillin)とはペニシリン系抗生物質の一つ。アンピシリンのプロドラッグであり、脂溶性を増加させることで、消化管吸収が改善されてバイオアベイラビリティが向上した薬物である。
Spectrobid (ファイザー)とenglobe (アストラゼネカ)の商品名で販売されている。

## References
1. ↑  Bodin NO; Ekström B; Forsgren U et al. (November 1975). “Bacampicillin: a New Orally Well-Absorbed Derivative of Ampicillin”. Antimicrob Agents Chemother 8 (5):  518–25. PMC 429411. PMID 1211909.